# Stallegg
Stallegg ist ein Ort und eine Katastralgemeinde der Gemeinde Rosenburg-Mold im Bezirk Horn in Niederösterreich.

## Geografie
Der Ort liegt am rechten Ufer des Kamps zwischen Rosenburg und Gars am Kamp. Die Seehöhe in der Ortsmitte beträgt 261 Meter. Die Fläche der Katastralgemeinde umfasst 0,46 km². Die Einwohnerzahl beläuft sich auf 12 Einwohner (Stand: 1. Jänner 2024).

## Postleitzahl
Die Katastralgemeinde Stallegg hat die Postleitzahl 3571.

## Bevölkerung

### Religion

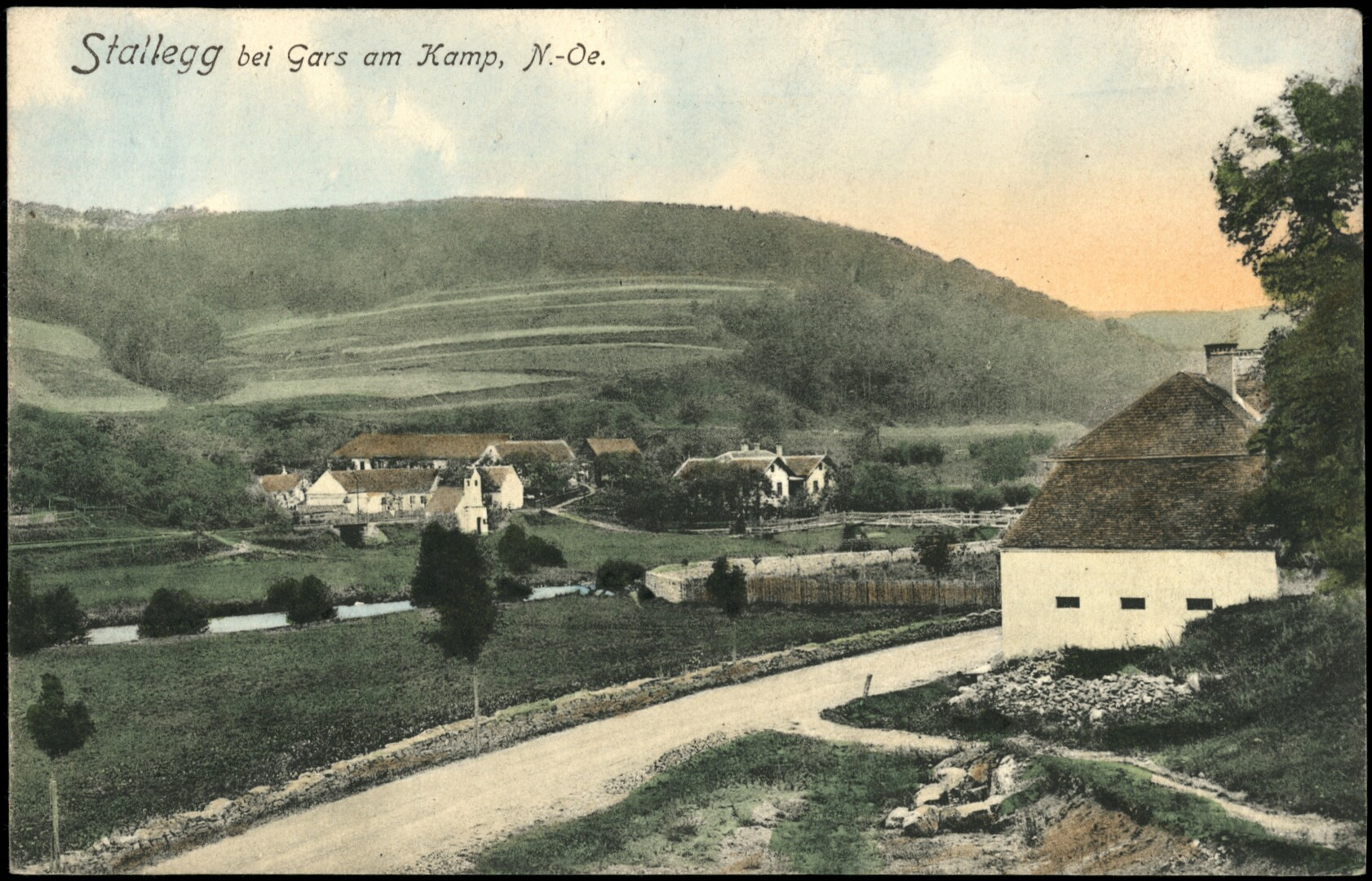
Blick auf Stallegg in der Bildmitte die Kapelle, Ansichtskarte um 1907.

Die überwiegende Mehrheit der Bevölkerung ist Römisch-Katholisch. Der Ort gehört zur Pfarre Gars. Im Dorfzentrum befand sich eine Ortskapelle, die während des Zweiten Weltkriegs abgebrochen wurde.

### Bevölkerungsentwicklung
| Jahr      | 1830 | 1846 | 1869 | 1951 | 1971 | 1991 | 2001 | 2011 |
| --------- | ---- | ---- | ---- | ---- | ---- | ---- | ---- | ---- |
| Einwohner | 46   | 53   | 39   | 43   | 21   | 16   | 10   | 13   |

## Geschichte

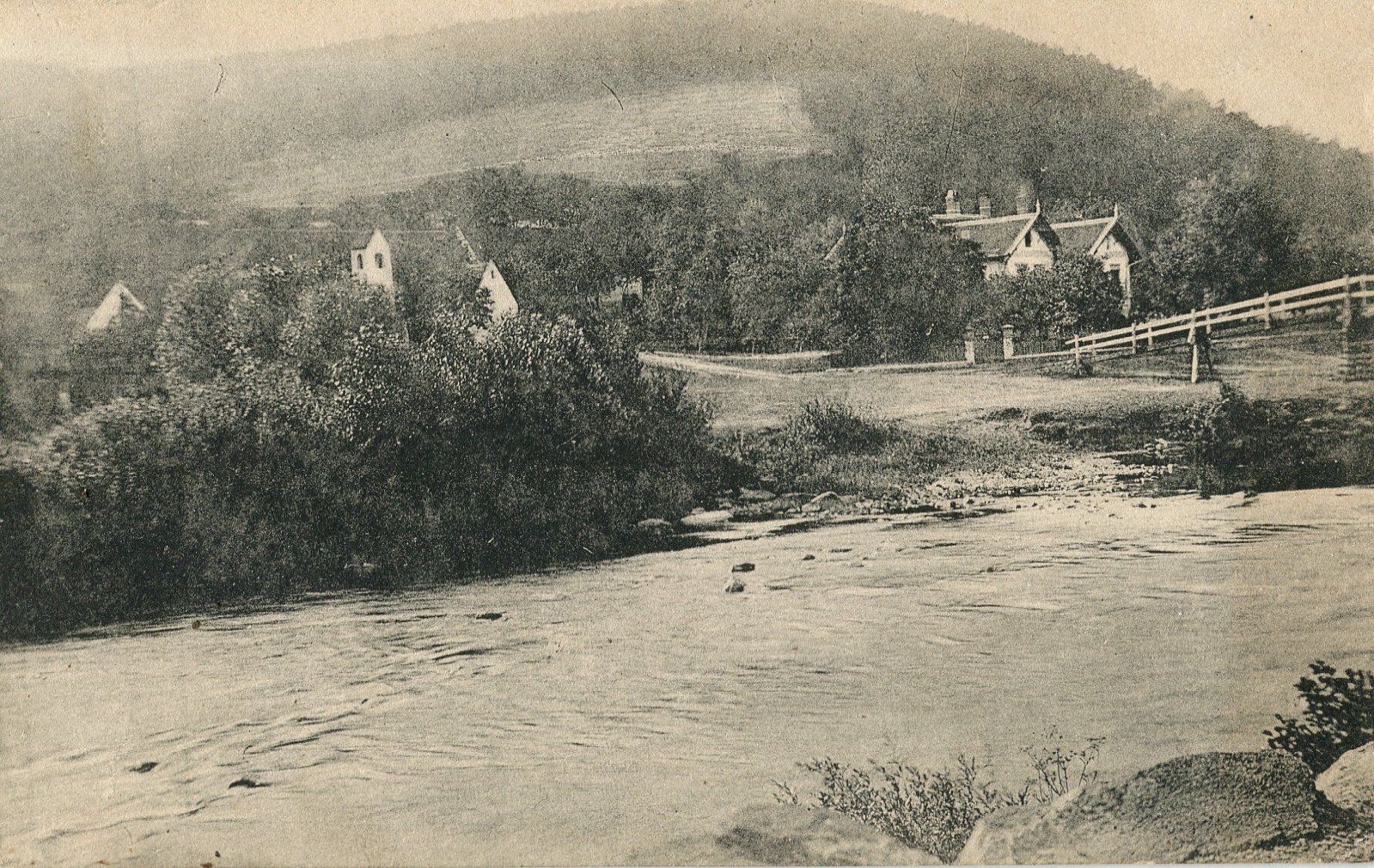
Blick auf Stallegg, Ansichtskarte um 1920.

Der Ort und die Burg erhielt seinen Namen nach dem Rittergeschlecht von Staleche, das zwischen 1212 und 1365 urkundlich nachgewiesen ist. Die Nennung eines Otto von Stallegg 1263 als ministeriale Austriae weist ihn als hochrangigen Ministerialen unter König Ottokar II. Přemysl aus. Vor 1487 gelangte das Gut an die Besitzer der benachbarten Rosenburg. Um 1600 war die Burg Stallegg bereits zur Ruine verfallen. Auch die einzige Mühle am Ort, die Hagenmühle, war verödet, wurde jedoch im 17. Jahrhundert wieder instand gesetzt und bis in die 2. Hälfte des 19. Jahrhunderts betrieben. Im Zuge des Ausbaus der Kamptalstraße wurden die Reste der Mühle 1978 abgetragen. Nach dem Bau der Kamptalbahn 1889 entwickelte sich Stallegg zu einer kleinen Sommerfrische mit rund zehn Villen. Nach 1945 konnte Stallegg nicht mehr an die Tradition der Sommerfrische anschließen. Veränderte Reisegewohnheiten, aber auch der Bau der Kamptal-Stauseen, der zu einem starken Temperaturrückgang des Kamps führte, entzogen dem Tourismus im Kamptal seine wichtigsten Grundlagen.

## Sehenswürdigkeiten
Ruine Stallegg
Die Ruine Stallegg ist vom Ort Stallegg über den Wanderweg Richtung Etzmannsdorf (blaue Markierung) und den zweiten links abzweigenden, neu angelegten Holzbringungsweg erreichbar und ganzjährig zugänglich.
Statue des Hl. Johann Nepomuk
An der Brücke, die von der Kamptalstraße zum Ort Stallegg führt, befindet sich eine barocke Statue des Hl. Johann Nepomuk, die um 1730 vom damaligen Verwalter der Rosenburg, Johann Georg Zobl, an den eine Inschrift am Sockel erinnert, gestiftet wurde.
Galgen auf dem Gerichtshügel
Nördlich von Stallegg gegenüber der Ruine befinden sich auf dem Flur Gerichtshügel Überreste einer gemauerten, aus zwei Säulen bestehenden Galgenanlage.

## Wirtschaft und Infrastruktur

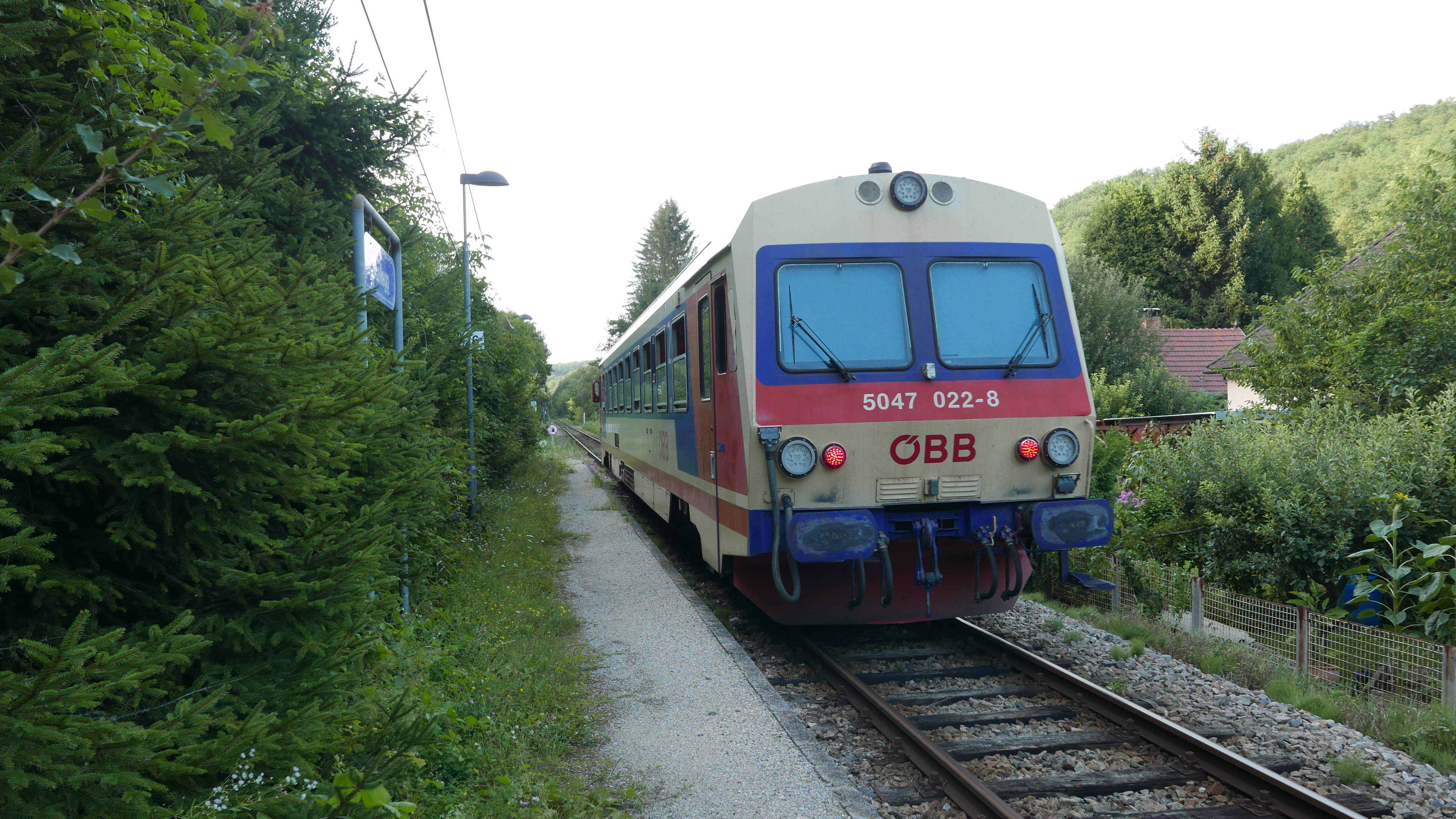
ÖBB 5047 der Kamptalbahn an der Haltestelle Stallegg (2024)

### Verkehr
Stallegg ist durch eine Straßenbrücke an die Kamptalstraße (B34) angebunden. Das Linienbusunternehmen PostBus fährt die Haltestelle Stallegg-Brücke an der Linie 1310 (Horn – St. Leonhard am Hornerwald) an. Der Ort liegt an der Kamptalbahn. Die ÖBB betrieben zwischen September 1991 und 14. Dezember 2024 die Bedarfshaltestelle Stallegg, die nächstgelegenen Haltestellen sind der  Bahnhof Rosenburg oder die Haltestelle Kamegg.  Zwei Radwanderwege, die Kamp-Thaya-March-Radroute und der Kamptalweg, führen durch Stallegg.